# Šetějovice
Šetějovice (en allemand : Schetejowitz) est une commune du district de Benešov, dans la région de Bohême-Centrale, en République tchèque. Sa population s'élevait à 58 habitants en 2020.

## Géographie
Šetějovice se trouve à 16 km au nord-est de Humpolec, à 42 km à l'est-sud-est de Benešov et à 74 km au sud-est de Prague.
La commune est limitée par Hněvkovice au nord, par Kožlí et Horní Paseka à l'est, par Snět au sud, et par Dolní Kralovice à l'ouest.

## Histoire
La première mention écrite de la localité date de 1333.

## Administration
La commune se compose de trois quartiers :
- Šetějovice
- Dolní Rápotice
- Žibřidovice